# Ronald William Miller
Pour les articles homonymes, voir Miller.
Ronald William Miller, dit Ron Miller (né le 17 avril 1933 à Los Angeles (Californie) et mort le 9 février 2019 à Napa (Californie)), est le mari de Diane Disney, fille de Walt Disney. Ron est un ancien footballeur américain, producteur de cinéma, président puis directeur général de Walt Disney Productions de 1982 à 1984.

## Biographie
Ron Miller a joué dans l'équipe de football de l'université du Sud de la Californie, avant de jouer en professionnel dans l'équipe des Rams de Los Angeles. En 1953, au profit d'un blind date, un rendez-vous à l'aveugle, il rencontre Diane Disney, fille de Walt Disney. Après trois mois, Walt Disney demande à sa fille quand ce garçon la demandera en mariage, et Ron s'exécutera quelques semaines plus tard. Le mariage est célébré le 9 mai 1954. Il effectue son service militaire durant deux ans et rejoint ensuite l'équipe des Rams de Los Angeles. Après deux matchs assez violents, Walt Disney suggère à son gendre de rejoindre le studio et après une saison aux Rams, Ron intègre l'entreprise Disney.
En 1957, il travaille avec les équipes de Disney comme producteur associé. Son premier poste est comme second assistant réalisateur sur Fidèle Vagabond (1957). Il continue sur les séries télévisées Zorro (1957) et Le Renard des marais (1959). En 1960, il est membre du comité des cérémonies pour les Jeux olympiques d'hiver de 1960 à Squaw Valley.
Il devient producteur à partir de 1968, nommé vice-président de la division cinéma à la mort de Walt Disney. Il devint l'un des directeurs de Walt Disney Productions en 1976. En février 1980, après la nomination de Card Walker comme PDG de Disney en 1980 à la place de Donn Tatum, Ron Miller est nommé président de la société. Ce poste lui permet d'influencer les productions cinématographiques en vue de les revitaliser tandis que Walker prend en charge le projet EPCOT. Il participe à la nomination de Tom Wilhite, alors responsable de la publicité âgé de 27 ans, comme directeur créatif des studios.
En marge de la cérémonie d'inauguration d'Epcot, Card Walker annonce à l'ensemble des responsables de Disney réunis au Disney's Contemporary Resort, sauf Roy E. Disney réticent face au budget du parc, son intention de prendre sa retraite et la nomination de Ron Miller comme directeur exécutif (CEO). Walker reste président du directoire et conserve ce poste jusqu'à sa retraite en février 1983, remplacé par Raymond Watson.
Le 24 février 1983, il est nommé président et CEO de Walt Disney Productions. Â cette époque, John Taylor le décrit comme un homme avec une femme riche, plusieurs voitures de luxe dont une Rolls-Royce Corniche, une Jensen Motors et la Mercedes noire 1964 de Walt Disney, une maison à Encino, un vignoble dans la Napa Valley, un chalet de ski dans le Rocheuses et sept enfants. Taylor écrit qu'il a tout de l'homme des années 1980 ayant réussi en Californie du Sud. Malheureusement cette nouvelle position et les difficultés de l'entreprise Disney ont fait surgir des tensions dans le couple qui se sépare.
En 1984, les grands actionnaires de Disney qu'étaient Roy E. Disney et Stanley Gold le congédient en faveur de Michael Eisner et Frank Wells afin de préserver la société d'une tentative d'OPA de la part de groupes financiers spécialisés dans la vente en lots. Le comité de direction valide son limogeage le 7 septembre 1984. Il avait défendu la veille ses actions récentes comme le succès du label Touchstone Pictures, l'achat d'Arvida Corporation ou les premières discussions pour un parc Disney en France.
Depuis son départ de la Walt Disney Company, Ronald s'occupe principalement de la Silverado Vineyards Winery (en), une exploitation viticole fondée en 1981 avec sa femme.
Sa femme Diane Disney Miller décède en 2013.
Ron Miller décède le 9 février 2019,,,,.

### Famille
Il eut plusieurs enfants avec Diane :
- Christopher D. Miller
- Joanna Miller
- Tamara Diane Miller
- Jennifer Miller-Goff
- Walter Elias Disney Miller
- Ronald Miller
- Patrick Miller.

## Filmographie
- 1961 : Après lui, le déluge
- 1962 : Un pilote dans la Lune, producteur associé
- 1962 : Bon Voyage !, producteur associé
- 1963 : L'Été magique, producteur associé
- 1964 : Les Mésaventures de Merlin Jones
- 1964 : The Tenderfoot (téléfilm)
- 1965-1966 : Gallegher (série TV) producteur
- 1965 : Kilroy (téléfilm)
- 1976 : Un candidat au poil
- 1976 : Un vendredi dingue, dingue, dingue
- 1977 : Les Aventures de Bernard et Bianca
- 1977 : Peter et Elliott le dragon
- 1977 : La Coccinelle à Monte-Carlo
- 1978 : Le Chat qui vient de l'espace
- 1978 : Le Petit Âne de Bethléem
- 1979 : Le Trou noir, producteur
- 1980 : Mickey Mouse Disco
- 1980 : La Coccinelle à Mexico
- 1980 : Le Dernier Vol de l'arche de Noé (The Last Flight of Noah's Ark) de Charles Jarrott
- 1981 : Les Yeux de la forêt
- 1981 : Rox et Rouky
- 1983 : Le Noël de Mickey
- 1985 : Taram et le Chaudron magique